# Валпелине
Валпелине (итал. Valpelline) је насеље у Италији у округу Долина Аосте, региону Долина Аосте.
Према процени из 2011. у насељу је живело 385 становника. Насеље се налази на надморској висини од 949 м.

## Становништво
| 1931. | 1936. | 1951. | 1961. | 1971. | 1981. | 1991. | 2001. | 2011. |
| ----- | ----- | ----- | ----- | ----- | ----- | ----- | ----- | ----- |
| 571   | 565   | 627   | 731   | 635   | 541   | 533   | 600   | 655   |